# Hôtel de Clermont
El hôtel de Clermont es un hôtel particulier situada en el 7 distrito de París, en el número 69 de la rue de Varenne. Tiene una superficie de 4250 m2  .

## Historia
Es uno de los hôtel particuliers más antiguos del Faubourg Saint-Germain, al haber sido construido entre 1708 y 1714 según los planos del arquitecto Jean-Baptiste Alexandre Le Blond, para la marquesa de Seissac, nacida Charlotte d'Albert de Luynes. Sin hijos, murió en 1756, legandolo a su sobrino nieto Charles Louis d'Albert, duque de Luynes y Chevreuse.
Este último lo vendió a su pariente Anne Josephe Bonnier de La Mosson, esposa de Michel Ferdinand d'Albert d'Ailly, duque de Chaulnes, quien lo revendió en 1769 a Pierre Gaspard Marie Grimod d'Orsay.
Coleccionista muy activo, reunió muchas obras de arte aquí, que había redecorado por el arquitecto Jean Augustin Renard. De esta época datan las más bellas decoraciones interiores, a excepción de la carpintería del comedor, que procede del Château de Marly.
Casado con la princesa alemana Marie Anne Elisabeth de Hohenlohe Waldenburg, Pierre Gaspard Marie Grimod d'Orsay emigró en 1789 y su hotel le fue confiscado como propiedad nacional. Luego pasó por varias manos, en 1836 recayó en Jacques Juste Barbet de Jouy, quien amputó parte de sus jardines hacia 1837 para abrir la rue Barbet de Jouy en su lado este. En 1838, Jacques Juste Barbet de Jouy lo revendió a Rosalie Paulée, esposa de Tanneguy Duchatel, ministro varias veces bajo Louis-Philippe. Fue entonces completamente restaurado por Louis Visconti, que elevó el edificio en un piso y agregó un gran peristilo cubierto a la fachada del patio. Tras la muerte de este último, su hijo vendió el hotel a Eugène Aubry-Vitet (1845-1930), quien lo conservó hasta su muerte y lo pasó a la condesa Carl Costa de Beauregard.

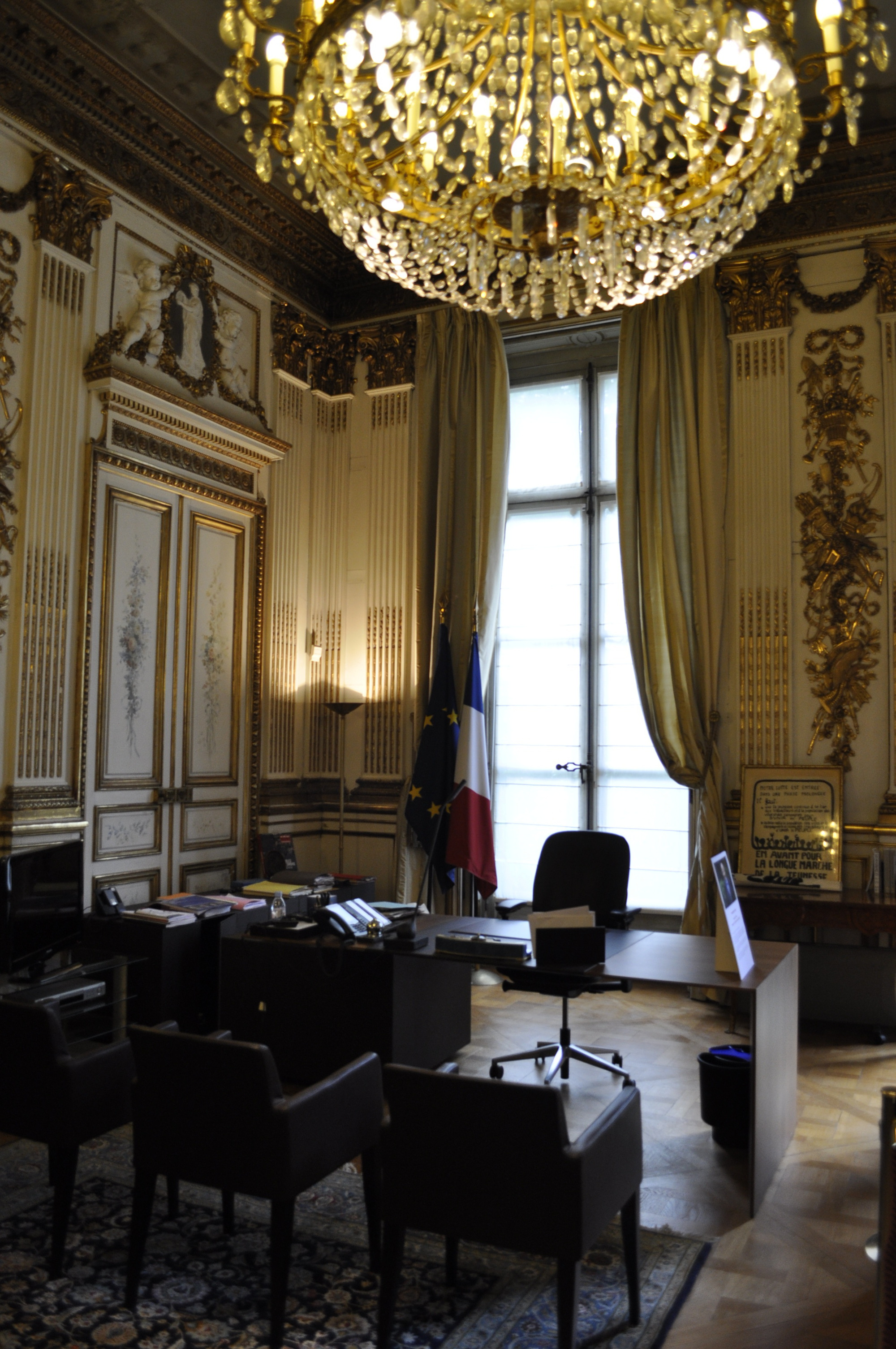
Despacho del Ministro en 2015.

Desde 1948, pertenece al Estado. Albergó primero el Tribunal Superior de Justicia, luego la Comisión de Energía Atómica y, sucesivamente, varios ministerios. Está ocupado actualmente por el Ministerio de Relaciones con el Parlamento.
Según algunos rumores, el Estado quiso venderlo a principios de 2012. El 6 de febrero de 2014, el ministro Alain Vidalies inaugura un muro con la efigie de todos los ministros que ocuparon esta cartera desde 1943,
Destaca en el una escalera con barandilla de hierro forjado, techos pintados y un comedor que da a un jardín de media hectárea.

## protección
Sus fachadas, sus techos, su patio, sus jardines y parte de la decoración interior fueron clasificados como Monumento Histórico, por un decreto del 10 de abril de 1980.